# Hohenmölsen
Hohenmölsen (pronuncia: ) è una città tedesca di 9 457 abitanti, situata nel circondario del Burgenland e nel land della Sassonia-Anhalt.
Il 1º gennaio 2010 vi sono stati aggregati i comuni di Granschütz e Taucha.

## Amministrazione

### Gemellaggi
- Bad Friedrichshall ( Germania)